# Kabakoviella menephiloides
Kabakoviella menephiloides là một loài bọ cánh cứng trong họ Tenebrionidae. Loài này được Zoltán Kaszab miêu tả khoa học đầu tiên năm 1980.